# NGC 5792
NGC 5792 هي مجرة تتبع كوكبة الميزان. اكتشفها ويليام هيرشل في 11 أبريل 1787.
المجرة NGC 5792 عبارة عن مجرة حلزونية ضلعية تبعد حوالي 70 مليون سنة ضوئية عنا  وتـُرى في كوكبة الميزان. يوجد نجم له سطوع بـ قدر ظاهري 9.6 على الحافة الشمالية الغربية للمجرة. تم اكتشافه في 11 أبريل 1787 من قبل عالم الفلك ويليام هيرشل. إنه عضو في مجموعات العذراء Virgo III ، وهي سلسلة من المجرات والعناقيد المجرية المنتشرة إلى الشرق من عنقود مجرات العذراء العظيم من برج العذراء.

## معرض الصور

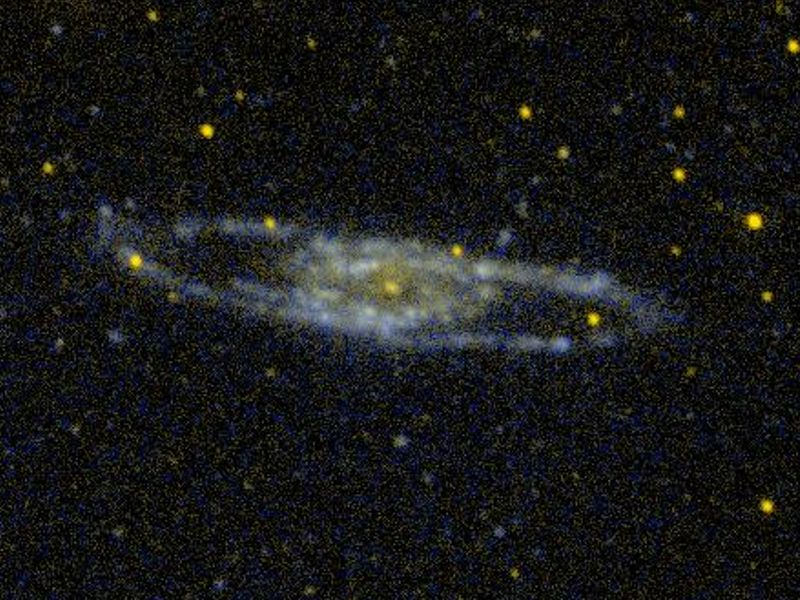
GALEX (الأشعة فوق البنفسجية)
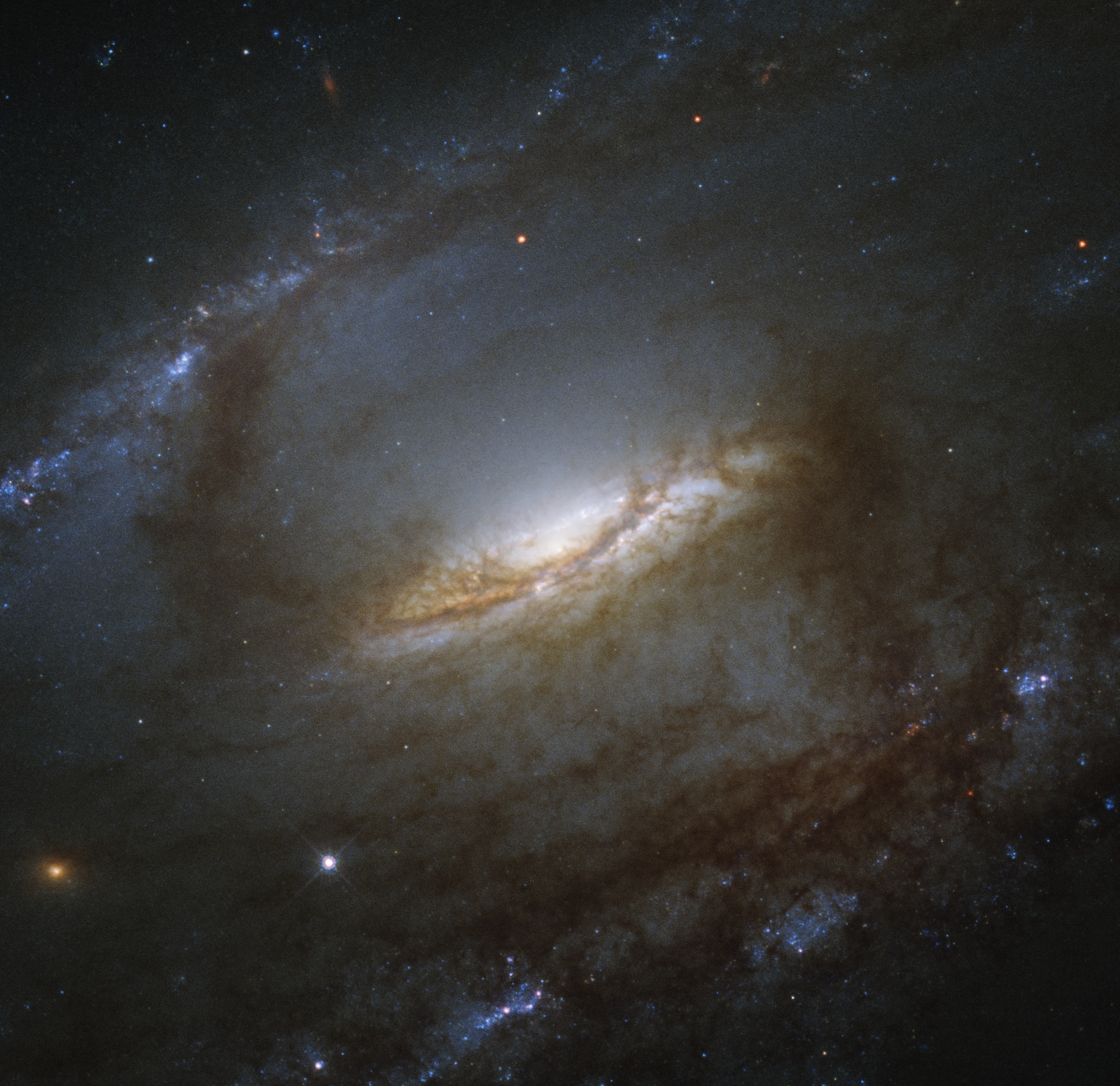
نواة المجرة  NGC 5792, صورة من تلسكوب هابل الفضائي
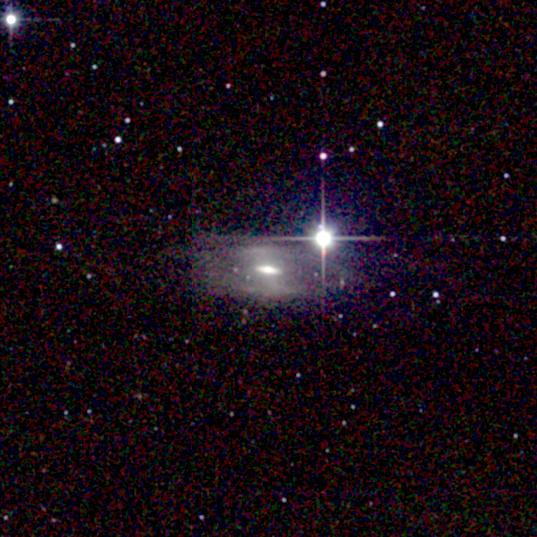
2MASS (near-الأشعة تحت الحمراء)
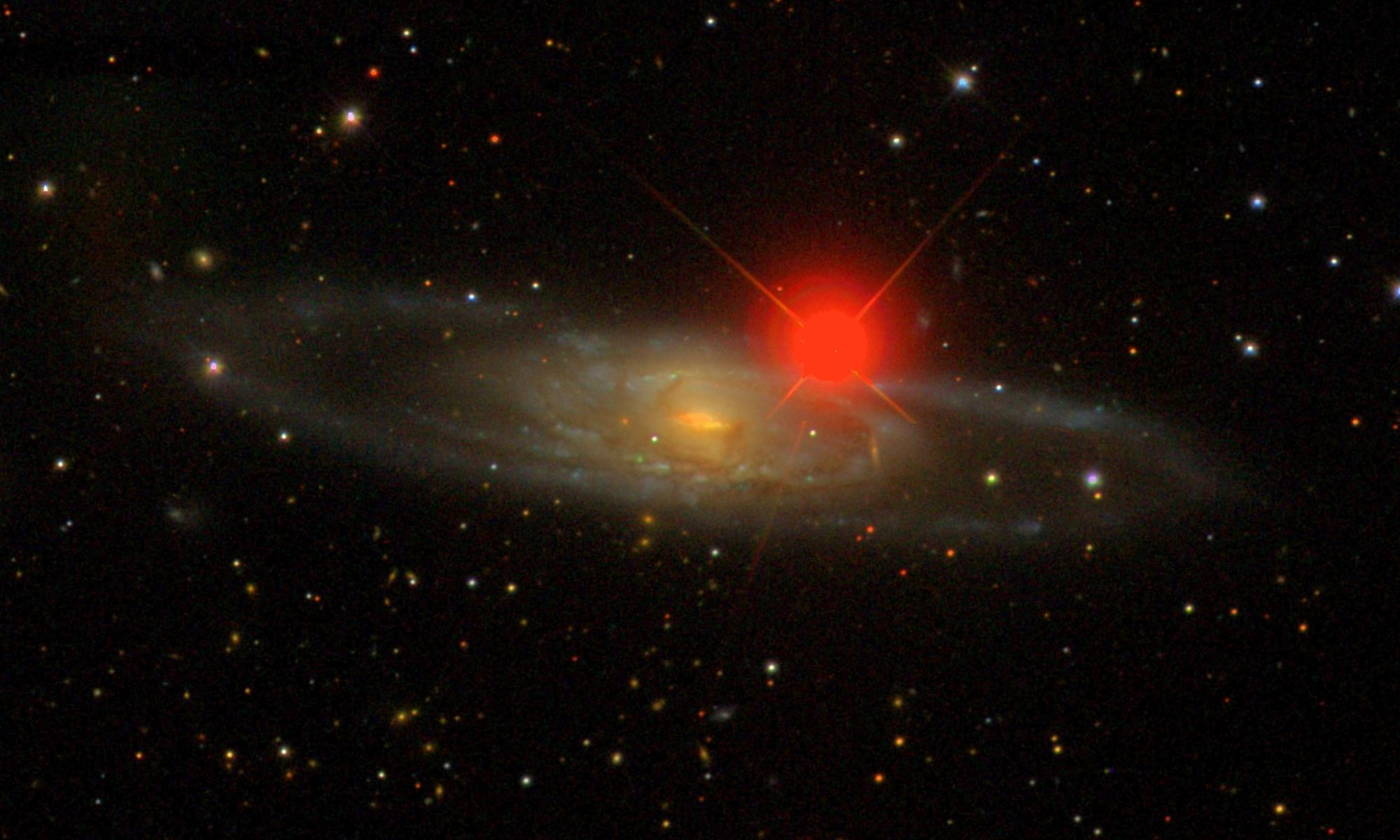
NGC 5792 (SDSS)

## روابط خارجية
- NGC 5792 على موقع ويكي سكاي: DSS2, SDSS, GALEX, IRAS, Hydrogen α, X-Ray, Astrophoto, Sky Map, Articles and images